# Bundesstraße 453
Die Bundesstraße 453 (Abkürzung: B 453) ist eine deutsche Bundesstraße. Sie hat eine Länge von etwa 15 km und führt von Biedenkopf (Ortsteil Eckelshausen) über Dautphetal nach Gladenbach.

## Geschichte
In den Jahren 1817 bis 1825 wurde die Kunststraße von Biedenkopf über Gladenbach und Weidenhausen zur Zollbuche und von dort aus weiter bis Gießen gebaut. Diese Straße lag fast vollständig auf dem Territorium des Großherzogtums Hessen-Darmstadt.
Heute gehört der Streckenabschnitt zwischen Gladenbach und Zollbuche zur Bundesstraße 255.